# 대학배구리그
대학배구리그는 2013년부터 시작된 한국대학배구연맹 주관의 대학 배구 리그다. 남자부는 1,2부리그로 나뉘어 있다.

## 참가팀
| 남자부 1부리그 경기대학교 경남과학기술대학교 경희대학교 명지대학교 목포대학교 성균관대학교 인하대학교 조선대학교 중부대학교 충남대학교 한양대학교 홍익대학교 2부리그 경성대학교 호남대학교 | - 단국대학교 - 목포과학대학교 - 우석대학교 |  |

### 남자부 운영방식
- 리그전 : 풀리그전(11경기)
- 플레이오프 : 3위 VS 6위, 4위 VS 5위
- 준결승 : 1위 VS (4위 VS 5위 승자), 2위 VS (3위 VS 6위 승자)
- 챔피언결정전 : 준결승 1경기 승자 VS 준결승 2경기 승자